# کلف (دیتمارشن)
کلف (به آلمانی: Kleve) یک شهر در آلمان است که در Eider (collective municipality) واقع شده‌است. کلف ۴۳۹ نفر جمعیت دارد.